# Christa Pieske
Christa Pieske geb. Burgemeister (* 25. September 1919 in Stettin; † 10. September 2010 in Lübeck) war eine deutsche Privatgelehrte, Volkskundlerin, Kunsthistorikerin und Autorin. Sie befasste sich besonders mit Populargraphik und graphisch gestaltetem Papier.

## Leben und Wirken
Nach Schulbesuch in Stettin studierte Pieske Kunstgeschichte, Germanistik, Volkskunde und Zeitungswissenschaft an der Friedrich-Wilhelms-Universität Berlin, insbesondere bei Adolf Spamer und Wilhelm Pinder. Schon als 22-Jährige wurde sie 1942 mit einer bis heute grundlegenden Arbeit zur Verbreitung und Bedeutung des Patenbriefes zur Dr. phil. promoviert. Für die Arbeit hatte sie die reichen Bestände des damaligen Museums für Deutsche Volkskunde in Berlin, des heutigen Museums Europäischer Kulturen, erforscht.
In der Flucht und Vertreibung Deutscher aus Mittel- und Osteuropa 1945 bis 1950 kam sie 1945 mit ihrer Familie nach Schleswig-Holstein. 1955 zog sie mit ihrem Mann, dem späteren Schulrat Gerhard Pieske, nach Lübeck. Sie verband eigenes Sammeln mit populargraphischen Forschungen und Schriften, in denen sie nach Meinung der Fachkollegen Bahnbrechendes und Wegweisendes publiziert hat. Ihre Themen reichten vom Scherenschnitt (1963) über populäre Wandbilder (Ausstellung Die Bilderfabrik 1973) bis zum ABC des Luxuspapiers (1984).
Mehrfach veräußerte sie umfangreiche eigene Sammlungsbestände an das Berliner Museum: ca. 2.500 Blätter Populargraphik überwiegend deutscher Provenienz 1987 und ungefähr 3.500 Blätter vornehmlich europäischer und nordamerikanischer Provenienz 1994. Aus dem Austausch mit Fachkollegen entstand der Arbeitskreis Bild Druck Papier, dessen Tagungsbände sie herausgab.
Pieske forschte auch in der norddeutschen Regionalkultur und publizierte 1997 ein bekanntes Werk über Lübecker Marzipan.
Sie katalogisierte die bis dahin von der Stiftung Pommern in Kiel verwahrte Druckgraphik des Stadtmuseums Stettin bis 1945, bevor sie Teil der Sammlungen des Pommerschen Landesmuseums in Greifswald wurde. 1999 erhielt sie auch für diese Leistung den Pommerschen Kulturpreis.
Von 1976 bis 1998 gehörte sie dem Redaktionsausschuss der Lübeckischen Blätter an. 1995 wurde sie vom Land Schleswig-Holstein durch die damalige Kultusministerin Marianne Tidick „in Anerkennung und in Würdigung ihrer jahrzehntelangen hervorragenden Leistungen in den Bereichen der Volkskunde sowie der Kunst- und Kulturgeschichte“ mit der Ehrenprofessur des Landes Schleswig-Holstein ausgezeichnet.
Burghard Pieske ist ihr Sohn.

## Schriften
- Der Patenbrief. Berlin 1942, Wachsmann, Münster 2017, Print ISBN 978-3-8309-3640-4.
- Das freudige Ereignis und der jungen Kindlein Aufzucht. Bruckmann, München 1963; 3., veränderte Auflage: Bruckmann, München 1981
- Schattenrisse und Silhouetteure. Darmstadt: Schneekluth 1963 (Wohnkunst und Hausrat – einst und jetzt; Bd. 39)
- mit Wolfgang Brückner: Die Bilderfabrik. Dokumentation zur Kunst- und Sozialgeschichte der industriellen Wandschmuckherstellung zwischen 1845 und 1973 am Beispiel eines Großunternehmens, Historisches Museum Frankfurt am Main, Frankfurt 1973
- Schönes Spielzeug aus alten Nürnberger Musterbüchern.  München: Morion 1984
- Das ABC des Luxuspapiers. Herstellung, Verarbeitung und Gebrauch 1860–1930. Berlin: Reimer 1984 ISBN 3-496-01023-1.
- Bilder für jedermann. Wandbilddrucke 1840–1940 (=Schriften des Museums für Deutsche Volkskunde Berlin 15). München: Keyser 1988 ISBN 3-87405-188-9
- Marzipan aus Lübeck: der süße Gruß einer alten Hansestadt. Lübeck: Weiland 1997 ISBN 3-87890-084-8
- Die Druckgraphik des Stadtmuseums Stettin bis 1945. Neumünster: Wachholtz 1997 ISBN 3-529-06504-8
- Die Kunstanstalt G. W. Seitz in Hamburg-Wandsbek und ihr künstlerischer Leiter Wilhelm Ebbinghaus. Hamburg: AM in Hamburg 2001 (Altonaer Museum: Jahrbuch; Bd. 32) ISBN 3-927637-41-6

Festschriften
- Irene Ziehe u. a. (Hrsg.): Festschrift für Christa Pieske. Münster; New York; München; Berlin : Waxmann 1999 (Arbeitskreis Bild, Druck, Papier; Band 2) ISBN 3-89325-781-0
- Arbeitskreis Bild, Druck, Papier: Tagungsband 2008. Christa Pieske zum 90. Geburtstag: Hagenow 2008. Münster: Waxmann 2009 (Arbeitskreis Bild, Druck, Papier; Band 13) ISBN 978-3-8309-2174-5